# پونسآو ۲آر
پونسآو ۲آر (به انگلیسی: Ponceau 2R) با فرمول شیمیایی C18H16N2O7S2 یک ترکیب شیمیایی با شناسه پاب‌کم 5351637 است. که جرم مولی آن ۴۳۶٫۴۶۱ گرم بر مول می‌باشد. 